# ليلة القدر (فلم)
ليلة القدر هو فيلمٌ جزائريٌ فرنسيٌ أُنتج عام 1997.

## قصة الفيلم
في باريس، يشهد السيد سليماني (جميل راتب)، وهو رجلٌ جزائريٌ مسن، جريمة قتل في الطريق العام. يتوارى عن الأنظار بعد أن عرف أن القتلة يتتبعونه، ويلجأ إلى أحد المساجد. لكنه يقرر العودة إلى الجزائر بعد أن عرف القاتل مسؤولٌ كبيرٌ.

## وصلات خارجية
- مقالات تستعمل روابط فنية بلا صلة مع ويكي بيانات